# (4149) Harrison
(4149) Harrison ist ein Hauptgürtelasteroid, der am 9. März 1984 von Brian A. Skiff durch das Lowell-Observatorium entdeckt wurde.
Der Asteroid ist nach dem Ex-Beatle George Harrison benannt.